# Sasjori
Saskhori es un pueblo del este de Georgia, en el municipio de Mtsjeta de la región de Mtsjeta-Mtianeti. Se sitúa junto a la orilla izquierda del río Nichbisistskhali.